# Галифианакис, Ник (политик)
Ник (Ни́кос) Галифиана́кис (англ. Nick Galifianakis; 22 июля 1928, Дарем, Северная Каролина, США — 27 марта 2023, Роли, Северная Каролина, США) — американский адвокат и политик-демократ, член Палаты представителей США. Член Американо-греческого прогрессивного просветительского союза, а также Ордена святого апостола Андрея, носил оффикий (титул) архонта депутатоса Вселенского Патриархата Константинополя.

## Биография
Родился в семье греков Майка Галифианакиса и Софии Кастринакис. Посещал местную государственную школу.
Окончил Университет Дьюка со степенями бакалавра (1951) и в области права (1953).
В 1953—1956 годах служил в Корпусе морской пехоты США, после чего был принят в коллегию адвокатов и занимался юридической практикой в Дареме.
В 1960 году начал преподавать коммерческое право в Университете Дьюка.
В 1961 году стал членом Генеральной ассамблеи штата Северная Каролина.
В 1966 году был избран в Конгресс США.
В 1972 году, на выборах в Сенат США от Северной Каролины, предпринял попытку занять пост сенатора, который на тот момент принадлежал Б. Эверету Джордану, обойдя последнего во втором туре праймериз Демократической партии.
В то время, как на протяжении большей части избирательной кампании Галифианакис опережал со значительным разрывом своего оппонента от Республиканской партии, бывшего телекомментатора Джесси Хелмса, последнему удалось сократить разницу, используя лозунги «МакговернГалифианакис — это одно и то же» (англ. McGovernGalifianakis – one and the same), «Голосуйте за Джесси. Никсон нуждается в нём» (англ. Vote for Jesse. Nixon Needs Him) и «Джесси: он один из нас» (англ. Jesse: He's One of Us) в качестве скрытых намёков на то, что греческое происхождение Галифианакиса делает его менее «американцем». Последний знал, что Джордж Макговерн не имел популярности в его штате и потому пытался дистанцироваться от него. Кроме того, Галифианакиса не поддержали некоторые консервативные демократы, занявшие позицию Хелмса.
В конечном счёте Хелмс вырвался вперёд в предвыборной гонке, опередив своего конкурента на 8 пунктов.
Для Галифианакиса, как и для основной массы южных демократов, стала значительной неприятностью победа республиканца Ричарда Никсона на проходивших параллельно президентских выборах, который с подавляющим большинством голосов опередил Макговерна. Никсон выиграл на выборах в Северной Каролине, набрав 40 пунктов, а также одержал победу во всём штате, за исключением двух округов.
В 1974 году баллотировался в Сенат США от Демократической партии, но уступил со значительным разрывом (50 % к 32 %) Роберту Моргану, генеральному прокурору штата Северная Каролина.
После ухода из Конгресса возобновил адвокатскую практику.
Проживал в Дареме с супругой Лу.
Приходится дядей карикатуристу Нику Галифианакису и актёру Заку Галифианакису.
Скончался 27 марта 2023 года в Роли в возрасте 94 года после нескольких лет болезни Паркинсона.